# Rajka (pomme)
Rajka est le nom d'un cultivar de pommier domestique et par extension celui de sa pomme.

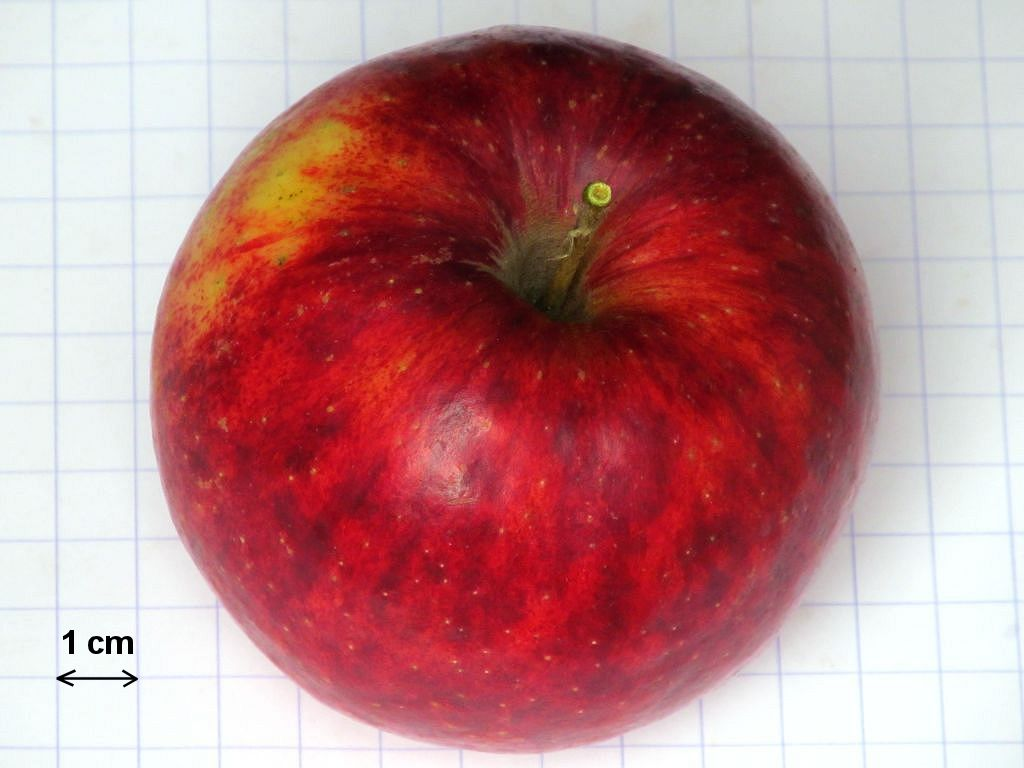
Pomme "RAJKA"

## Droits
RAJKA est une variété enregistrée par l'Union Européenne :
- numéro de référence : 8880
- date d'application : 02/03/1998
- détenteur : Institute of Experimental Botany AS CR v.v.i.

## Description
- Peau : brossée rouge profond

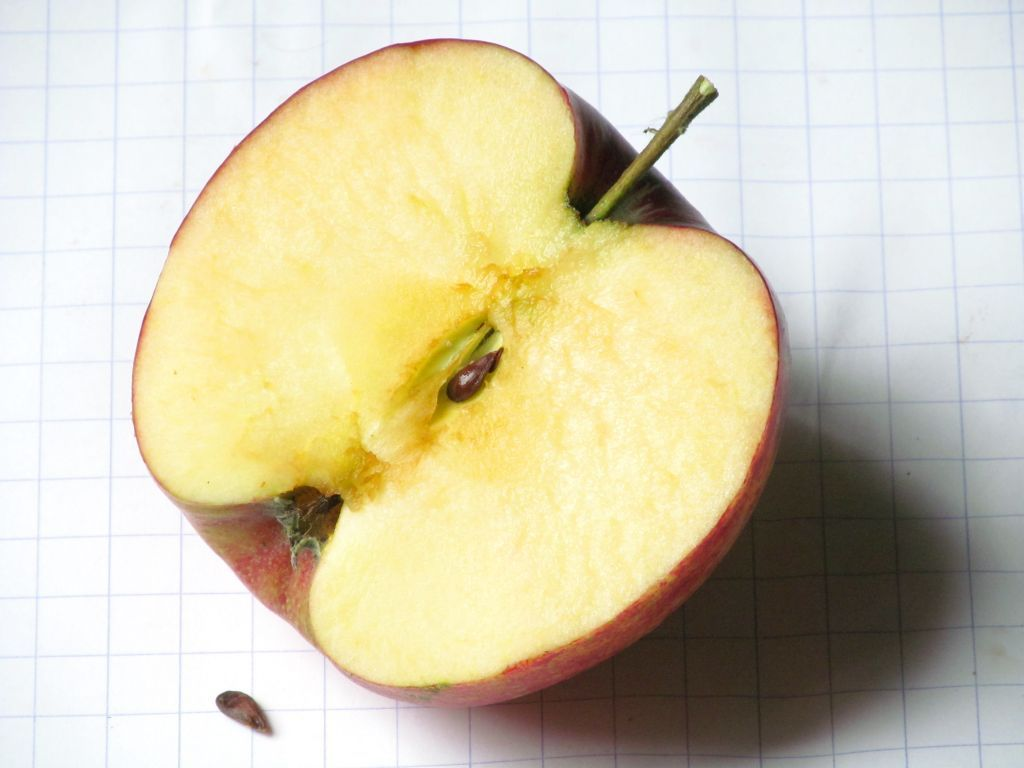
Coupe méridienne d'une pomme "RAJKA"

- Calibre : gros, environ 90 millimètres
- Chair: jaune, croquante et juteuse
- Pédoncule : long

## Origine
Variété obtenue en 1983 en Europe (Station expérimentale de Střížovice, Tchéquie).

## Parenté
Le cultivar Rajka résulte du croisement Sampion × Katka.

## Pollinisation
Variété diploïde
Groupe de pollinisation : D
Pomme fécondée par Santana, Topaz…

## Maladies
- Tavelure : cultivar génétiquement résistant aux races communes de tavelure du pommier.
- Feu bactérien : variété fortement sensible[2]

## Culture
- Cultivar à vigueur moyenne.
- Production généreuse de lambourdes.
- Facile à cultiver, en alignement d'arbres de type basse-tige distants d'un bon mètre seulement.

Grâce à sa résistance génétique aux races communes de tavelure, cette variété de pommier est très appropriée aux petits jardins familiaux où les traitements chimiques ne sont pas systématiques.